# Budziszyn
Budziszyn (niem. Bautzen [ˈbaʊ̯t͡sən]ⓘ, górnołuż. Budyšin [ˈbudɨʃin]ⓘ, dolnołuż. Budyšyn [ˈbudɨʃɨn]) – miasto powiatowe w Niemczech, we wschodniej części kraju związkowego Saksonia, w okręgu administracyjnym Drezno, siedziba powiatu Budziszyn, nad rzeką Sprewą, liczy 38 690 mieszkańców (2019). Nazwa miasta pochodzi od n. os. Budzisz.
Budziszyn jest historyczną stolicą Górnych Łużyc i centrum kulturalnym Łużyczan.
W mieście znajduje się stacja kolejowa Bautzen.

## Nazwa
Pierwotną nazwą miejscowości była łużycka nazwa Budiszyn (łuż. Budyšyn). Po podbiciu w średniowieczu Słowian połabskich z plemion Serbów łużyckich mieszkających na Łużycach nazwa została później zgermanizowana na Bautzen. Miejscowość wspomniana jest już jako miasto Budisin urbs, civitas w kronikach Thietmari merseburgiensis episcopi chronicon spisanych po łacinie w latach 1012–1018 przez biskupa merseburskiego oraz kronikarza Thietmara. W roku 1613 śląski regionalista i historyk Mikołaj Henel z Prudnika wymienił miejscowość w swoim dziele o geografii Śląska pt. Silesiographia podając jej łacińską nazwę: Budissina.

## Historia

### Słowiańskie początki miasta
Ślady osadnictwa ludzkiego na terenie Budziszyna, tzw. kultury łużyckiej, pochodzą z V – IV wieku p.n.e. Budziszyn był grodem założonym przez Słowian połabskich z plemienia Milczan. Przed rokiem 1000 w Budziszynie, na miejscu zdobytego grodu słowiańskiego, Niemcy założyli zamek Ortenburg, wokół którego powstało późniejsze miasto. Pierwsza pisana wzmianka o nim pochodzi z 1002 r. Gród odgrywał strategiczną rolę w czasie wojen polsko-niemieckich z lat 1002–1018. W 1002 miasto zostało przyłączone do Polski przez Bolesława Chrobrego. W 1018 r. w Budziszynie został zawarty pokój między Bolesławem Chrobrym i cesarzem Henrykiem II pozostawiający miasto w granicach Polski. Podczas IV wojny polsko-niemieckiej w 1029 roku miasto zostało obronione przez Polaków w trakcie niemieckiego oblężenia.

### Panowanie Miśni, Czech, Brandenburgii i Węgier
W 1032 roku zostało utracone na rzecz Marchii Miśnieńskiej. W latach 1032–1076 miasto należało do margrabiego Miśni, stając się ośrodkiem kolonizacji niemieckiej na Łużycach, następnie przeszło pod władzę Czech. Pierwsza udokumentowana wzmianka o nadaniu praw miejskich pochodzi z 1240 roku.
W 1253 roku miasto zostało przyłączone do Marchii Brandenburskiej, a w 1319 ponownie do Królestwa Czech. W 1346 r. w ramach przeciwdziałania okolicznemu rozbojowi, Budziszyn połączył siły z innymi grodami, przystępując do tzw. Związku Sześciu Miast Górnołużyckich (rozwiązany w 1815 r.). W wyniku ucisku plebsu miejskiego przez bogaty patrycjat w latach 1400 i 1405–1408 doszło w Budziszynie do powstania rzemieślników, które zostało krwawo stłumione (stracono 14 przywódców powstania). Miasto było oblegane przez wojska husytów w 1429 r. i w 1431 r.

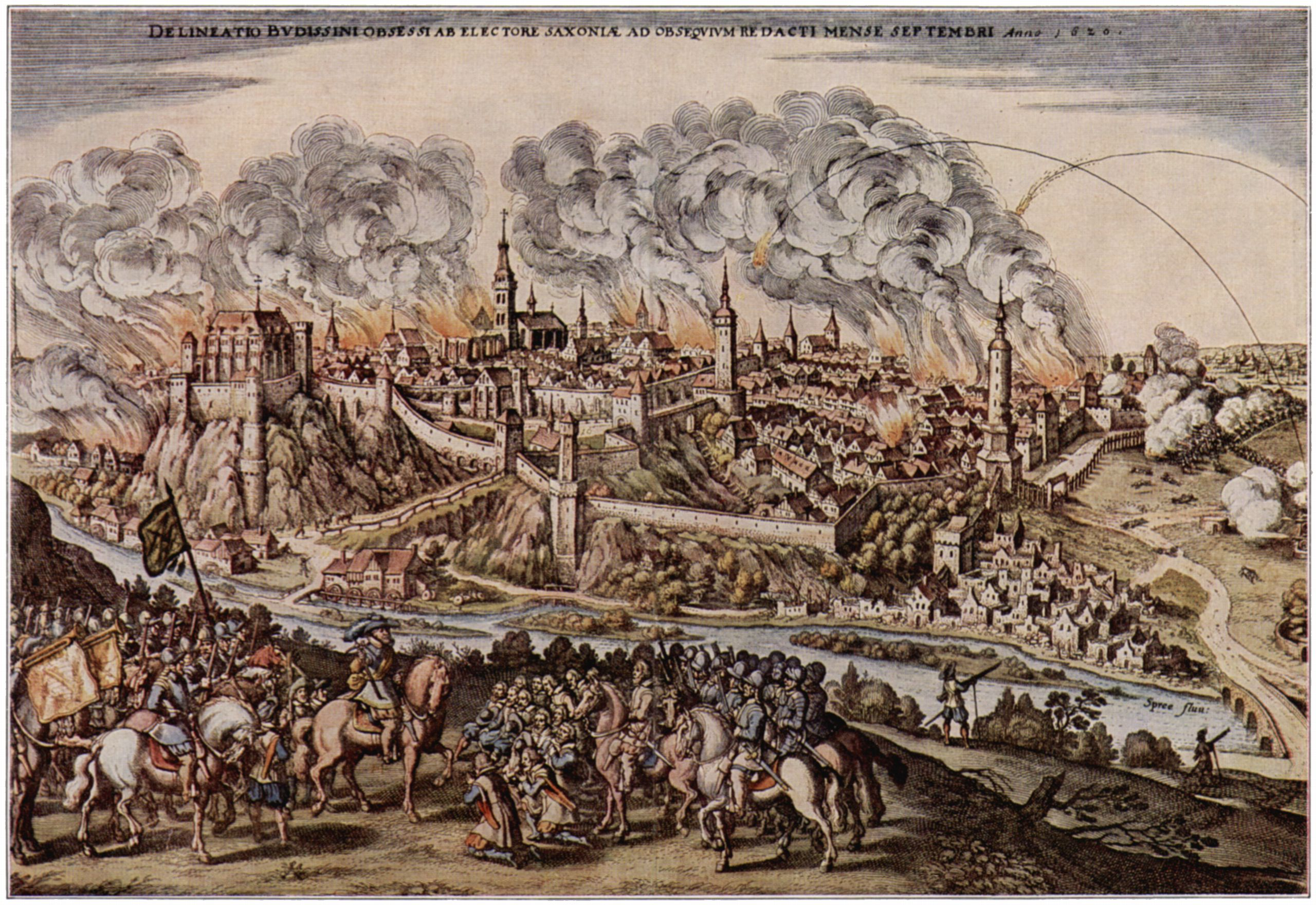
Oblężenie Budziszyna w 1620 roku

W 1469 r. Budziszyn przeszedł pod panowanie węgierskie. Król Maciej Korwin zadbał o wzmocnienie zamku i fortyfikacji miejskich ze względu na bliską granicę z Czechami i niebezpieczeństwo ataku z ich strony. W 1490 r. Budziszyn powrócił pod panowanie czeskie.
W okresie reformacji założono w 1524 r. kościół protestancki, a miejscową katedrę zamieniono na kościół dwuwyznaniowy. W 1547 r. cesarz odebrał Budziszynowi przywileje miejskie. Podczas wojny trzydziestoletniej (1618–48) Budziszyn był kilkakrotnie okupowany i plądrowany. Miasto zostało dodatkowo zniszczone w czasie wielkich pożarów w 1620 i 1634 r.

### Elektorat Saksonii, ponowne związki z Polską i czasy napoleońskie
W 1635 r. wraz z większością Łużyc przyłączony do Elektoratu Saksonii. W okresie unii polsko-saskiej przez miasto prowadziła jedna z tras łączących Drezno i Warszawę. W trakcie wojny domowej w Polsce król August II Mocny uwięził w Budziszynie biskupa poznańskiego Mikołaja Święcickiego. Miasto zostało poważnie zniszczone w czasie dwóch kolejnych pożarów w 1707 i 1720 r. Ponowny rozwój nastąpił od poł. XVIII wieku.
W 1804 r. przebywał w Budziszynie Stanisław Staszic, który zauważył obecność żywiołu łużyckiego w mieście. Od 1806 część Królestwa Saksonii, połączonego w latach 1807–1815 unią z Księstwem Warszawskim. W maju 1813 r. pod Budziszynem miała miejsce bitwa wojsk napoleońskich z połączonymi siłami prusko-rosyjskimi, zakończona zwycięstwem Francuzów. Przed bitwą w mieście nocował cesarz Napoleon I.

### Ośrodek przebudzenia narodowegoSerbołużyczani włączenie do zjednoczonych Niemiec

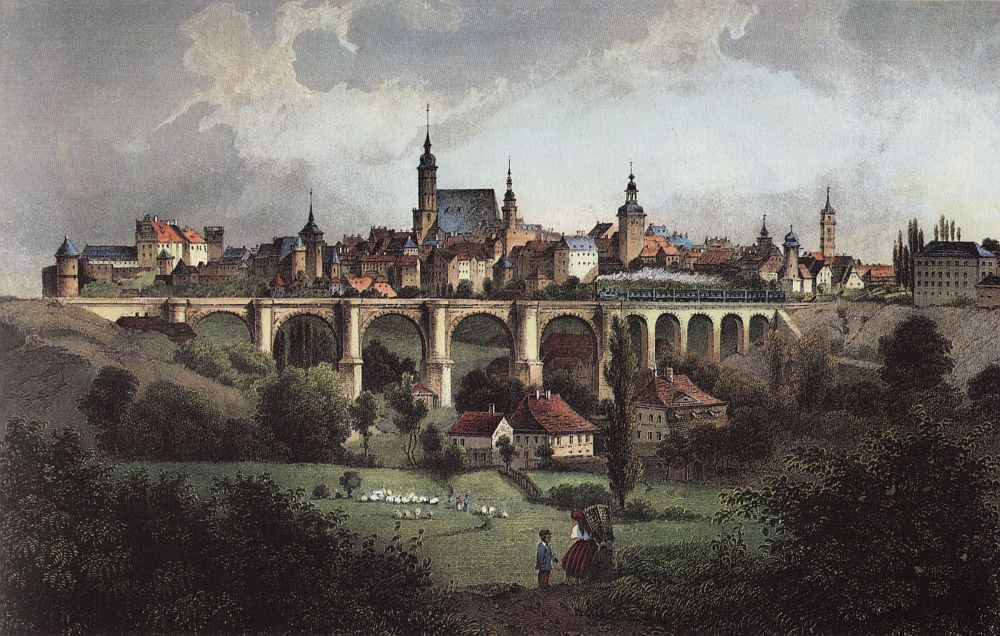
Budziszyn ok. 1850 roku

W XIX wieku miasto stało się głównym ośrodkiem przebudzenia narodowego Serbołużyczan. W 1839 r. w Budziszynie zostało założone towarzystwo gimnazjalne Societas Slavica Budissenensis. W 1842 w Budziszynie po raz pierwszy wydano gazetę „Tydźenska nowina abo serbske Powěsće za hornich Łužičanow”, a w 1845 po raz pierwszy wykonano hymn Serbołużyczan. Z działalnością Serbów łużyckich byli także związani Polacy. Około połowy XIX wieku polski poeta Roman Zmorski wydawał w Budziszynie pismo „Stadło”, a w drugiej połowie XIX wieku w związku z zaangażowaniem w walkę o prawa Serbów łużyckich w mieście wielokrotnie gościł Alfons Parczewski. Według danych niemieckich w 1890 r. Serbołużyczanie stanowili 15% mieszkańców miasta (3235 osób) oraz 33% – powiatu. W 1904 r. w mieście otwarto Dom Serbski, który stał się ośrodkiem łużyckiego ruchu kulturalno-narodowego. W 1920 w Budziszynie założono łużyckie towarzystwo sportowe Serbski Sokoł, rozwiązane przez Niemców w 1933 roku.
W 1846 r. nastąpiło otwarcie linii kolejowej Drezno – Budziszyn, a miasto wkroczyło w epokę industrializacji. Dopiero w 1868 r. Budziszyn otrzymał obecną niemiecką nazwę Bautzen (dotąd zwany był przez Niemców Budissin). Trzy lata później znalazł się w granicach zjednoczonych Niemiec. W 1904 i 1906 Niemcy zbudowali w mieście dwa więzienia, w których po 1933 przetrzymywali przeciwników politycznych. W czasie I wojny światowej 11 dzwonów kościelnych i świeckich zostało przetopionych w celach produkcji zbrojeniowej. W 1938 doszło do prześladowań Żydów przez Niemców w ramach ogólnokrajowej nocy kryształowej.

### II wojna światowa i okres powojenny

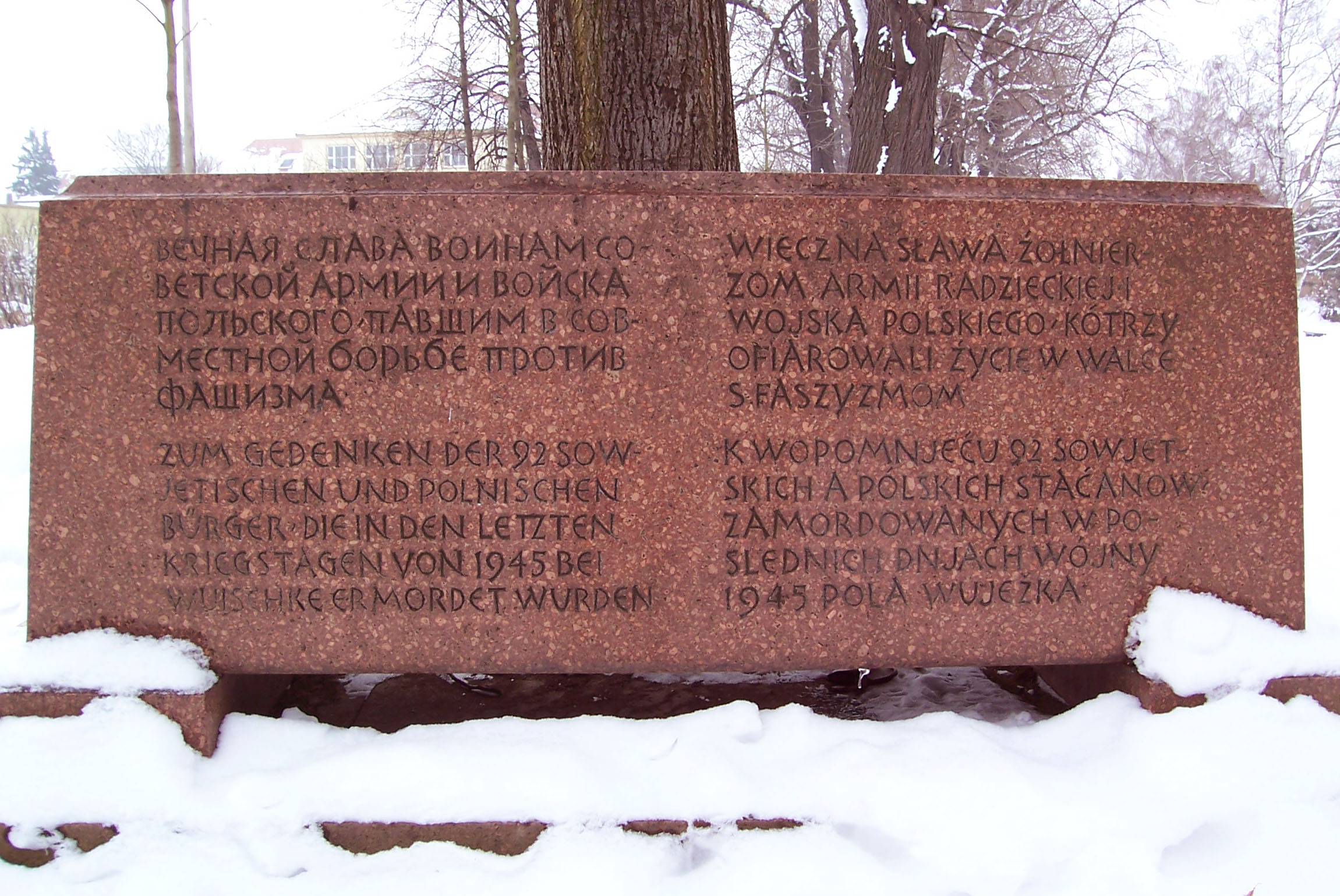
Pomnik polskich i radzieckich żołnierzy poległych w bitwie pod Budziszynem

W okresie II wojny światowej naziści zamienili budziszyński zamek na więzienie, w którym przetrzymywano przeciwników systemu i jeńców wojennych. Wśród więzionych w Budziszynie byli m.in. polski pisarz Tadeusz Nowakowski i polski pedagog Teodor Musioł. W miejscowości znajdowała się filia obozu koncentracyjnego Groß-Rosen. W kwietniu 1945 r. miasto zostało ogłoszone twierdzą. O Budziszyn toczyły się ciężkie walki z udziałem m.in. 2. Armii WP. Miasto zostało zniszczone w 77%, a Dom Serbski zburzony przez oddziały SS.
W latach 1949–1990 Budziszyn stanowił część NRD. Dawne więzienia nazistowskie zostały przekształcone w więzienia komunistyczne, w których władze Wschodnich Niemiec więziły członków demokratycznej opozycji, więzienie Bautzen I stało się jednym z największych w NRD. W 1950 r. w Budziszynie odbył się zjazd Łużyczan, a szesnaście lat później Festiwal Kultury Łużyckiej. Tradycja ta była kontynuowana w latach późniejszych; do 1989 r. odbyło się w mieście siedem festiwali łużyckich. W 1991 reaktywowano Związek Sześciu Miast. W 1992 miasto liczyło 46 311 mieszkańców . Odkryta w 1994 r. Asteroida (11580) Bautzen nazwana została na cześć miasta. W 1994 do Budziszyna włączono dzielnice Niederkaina i Stiebitz, a w 1999 dzielnicę Kleinwelka. W 2002 miały miejsce obchody 1000-lecia miasta, nawiązujące do pierwszej historycznej wzmianki, a w 2010 miasto dotknęła powódź.

## Zabytki i inne atrakcje

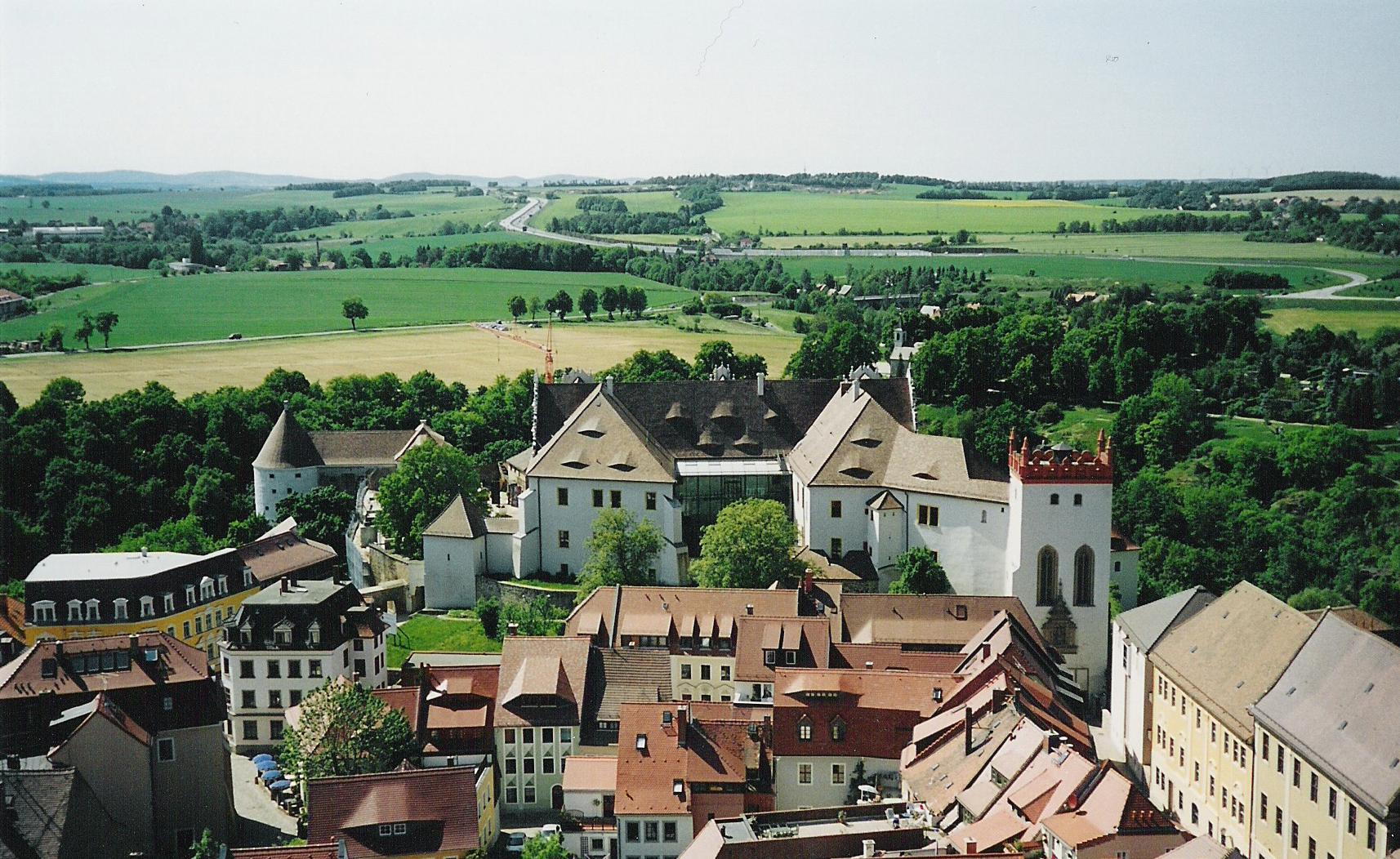
Widok ogólny Budziszyna

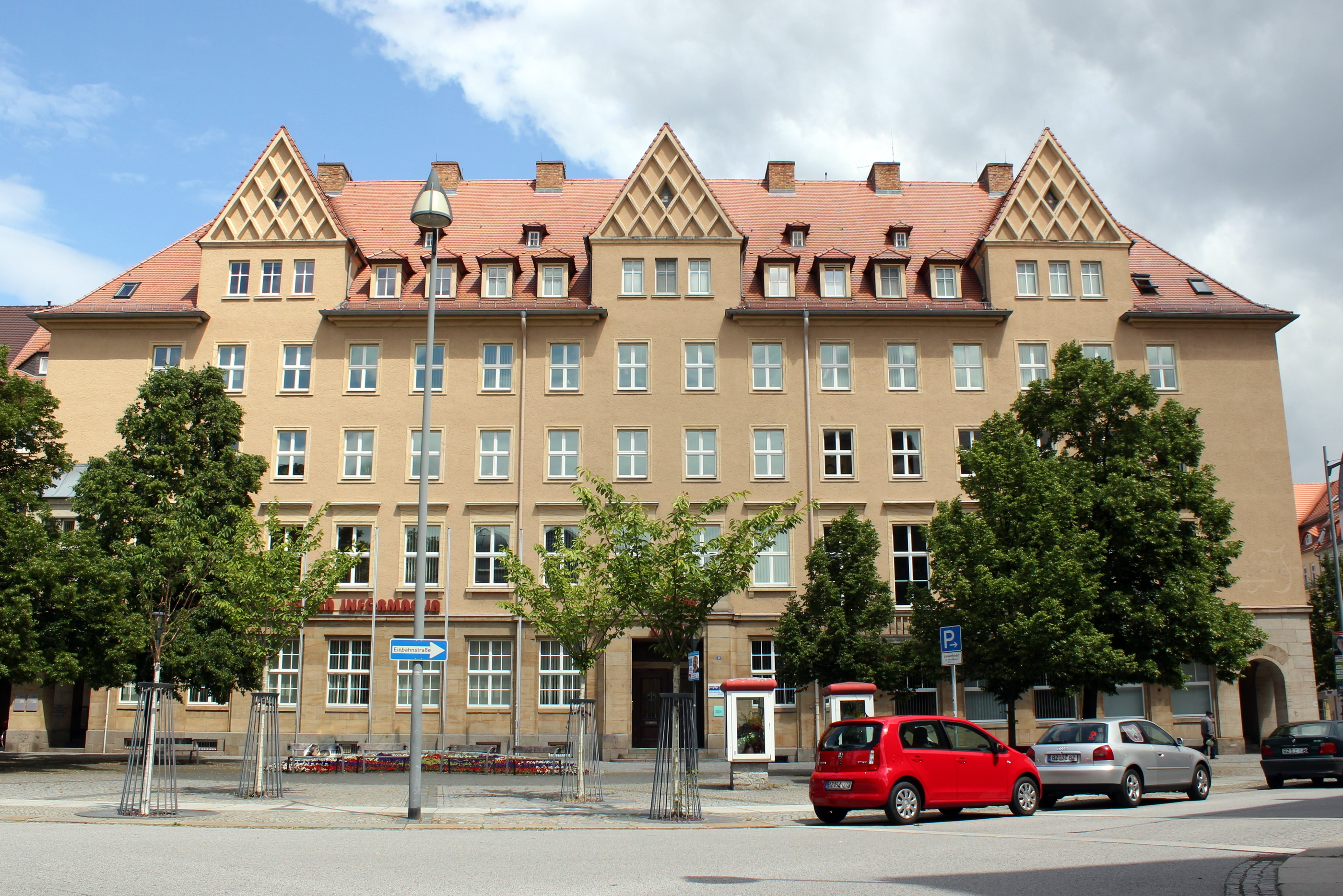
Serbski Dom w Budziszynie

- zamek Ortenburg (Hród) – pierwotny z ok. 958 r., przebudowany przez króla Węgier Macieja Korwina w latach 1469–1490. Zamek zachował gotycki wystrój z późniejszymi renesansowymi oprawami. Wejście do warowni prowadzi przez Wieżę Macieja, nazwaną tak na cześć króla Węgier. Wokół zamku zachowały się fragmenty murów obronnych z basztami. Na zamku znajduje się od 1971 r. „Muzeum Sorabistyczne” (Serbski muzej Budyšin/Sorbisches Museum) zajmujące się historią, kulturą i literaturą Serbołużyczan
- ratusz – po gruntownej przebudowie w l. 1729-32 ze średniowiecznym zegarem słonecznym na wieży
- Katedra św. Piotra (Katedrala Swj. Pětra / Dom St. Petri) – z XIII / XV wieku, czteronawowa. Zewnętrzne ściany świątyni są ozdobione gotyckimi nagrobkami. Świątynia służy protestantom i katolikom od 1524 r.
- brama Mikołajska – będąca fragmentem fortyfikacji miejskich. Widnieje na niej herb Budziszyna
- Bogata Wieża (Bohata wěža/Reichenturm) – z l. 1490-92 z barokową nadbudową z pocz. XVIII wieku. Wieża jest odchylona od pionu o 144 cm
- ruiny kościoła św. Mikołaja (St. Nikolai) z 1440 r., z cmentarzem z grobami znanych Łużyczan
- Niemiecko-Łużycki Teatr Narodowy (Němsko-Serbske ludowe dźiwadło/Deutsch-Sorbisches Volkstheater) – klasycystyczny budynek z końca XVIII w. i jedyny dwujęzyczny teatr w Niemczech
- Dom Serbski – odbudowana po wojnie siedziba Domowiny i Muzeum Literatury Łużyckiej
- Muzeum Miejskie (Muzej Budyšin/Museum Bautzen) w Rynku. Placówka zajmuje się dokumentowaniem dziejów miasta i ma bogate zbiory dotyczące jego historii, w tym eksponaty łużyckie
- willa Weigangów (Villa Weigang) – secesyjny dom mieszkalny z lat 1902–1903 z dwupiętrowym hallem i przeszkloną kopułą oraz secesyjnymi oknami witrażowymi
- pomnik żołnierzy 2. Armii Wojska Polskiego, którzy w 1945 r. zdobyli miasto
- pomnik Jana Arnošta Smolera, pioniera narodowego odrodzenia Łużyczan

## Gospodarka
W mieście rozwinął się przemysł maszynowy, metalowy, środków transportu oraz elektrotechniczny.

## Rozrywka
W położonej w odległości ok. 5 km od historycznego centrum miasta dzielnicy Kleinwelka (Mały Wjelkow) znajduje się największy w Niemczech labirynt. Park o powierzchni ponad 5000 m² dzieli się na trzy części: klasyczny labirynt, tzw. labirynt przygodowy z różnymi urządzeniami do wspinaczki oraz tzw. labirynt tajemniczy. Z tego miasta pochodzi także zespół Silbermond.

## Urodzeni w Budziszynie
- Wojciech Kóčka – polski antropolog i archeolog pochodzenia serbołużyckiego
- Caspar Peucer – serbołużycki protestancki reformator kościelny, matematyk, astronom
- Krystian Wendisch – łódzki fabrykant

## Współpraca
Miejscowości partnerskie:
- Francja: Dreux

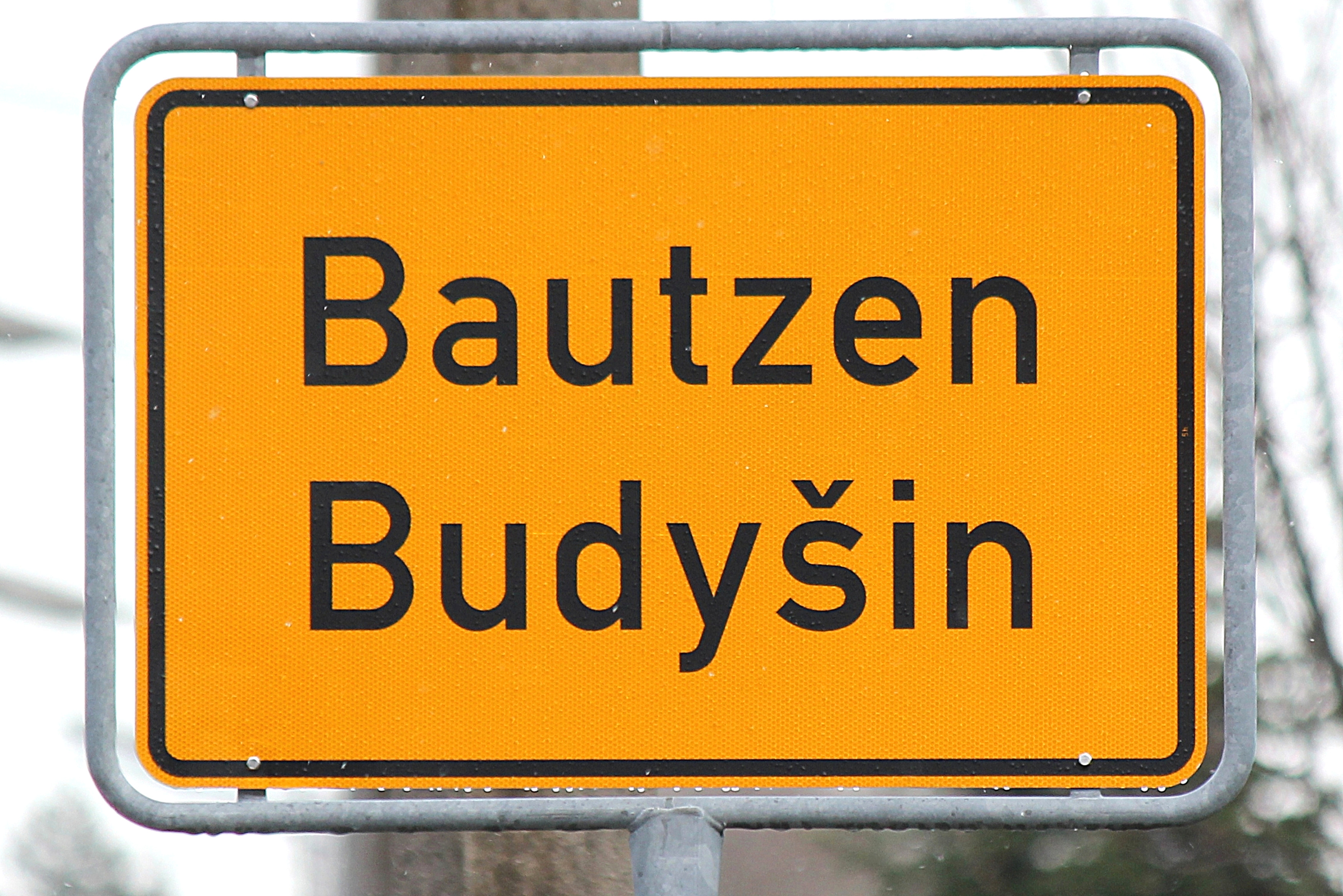
Tabliczka z nazwą miasta w językach niemieckim i łużyckim

- Badenia-Wirtembergia: Heidelberg
- Czechy: Jablonec nad Nysą
- Polska: Jelenia Góra
- Nadrenia-Palatynat: Wormacja